# Amt Ortrand
Urząd Ortrand (niem. Amt Ortrand) - urząd w Niemczech, leżący w kraju związkowym Brandenburgia, w powiecie Oberspreewald-Lausitz. Siedziba urzędu znajduje się w mieście Ortrand. Najbardziej na południe położony urząd kraju związkowego.
W skład urzędu wchodzi sześć gmin:
1. Frauendorf
2. Großkmehlen
3. Kroppen
4. Lindenau
5. Ortrand
6. Tettau